# Tobias Hafner

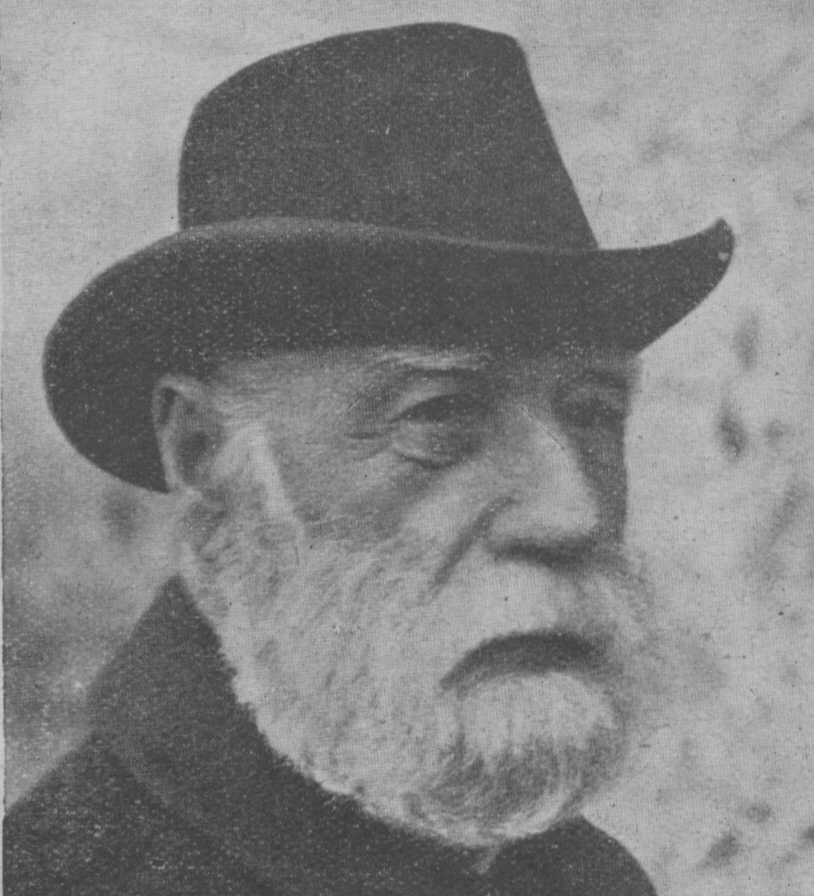
Tobias Hafner

Theodor Tobias Hafner (* 7. Januar 1833 in Langenau bei Ulm; † 4. Januar 1921 in Ravensburg) war ein deutscher Lehrer, Schriftsteller und Lokalhistoriker.

## Leben
Hafner wuchs in Langenau als Sohn eines Gastwirts auf. Er studierte Pädagogik und war danach als Lehrer in Rotensol im Schwarzwald, Pappelau bei Blaubeuren und zuletzt in Ravensburg tätig. 1876–1906 war er dort Oberlehrer an der evangelischen oberen Knabenschule.
Aus der Ehe mit Luise Wilhelmine Memminger, die er 1861 schloss, gingen 8 Kinder hervor.

## Werk
Hafner verfasste Gedichte in der schwäbischen Mundart von Langenau und Ulm (meist unter dem Pseudonym Sebastian Spundle) sowie hochdeutsche Gedichte. Neben Naturbeobachtungen und satirischen Gedichten stehen patriotische Gesänge im Geist des Deutschen Kaiserreichs.
Ab den 1880er Jahren verlegte sich Hafner auf Darstellungen der Geschichte seines Wohnorts Ravensburg. Seine umfangreiche Geschichte der Stadt Ravensburg von 1887 blieb bis zum Erscheinen der zweibändigen Stadtgeschichte von Alfons Dreher 1972 die letzte gedruckte Übersicht zur Geschichte der ehemaligen Freien Reichsstadt und wurde dementsprechend viel genutzt, auch wenn seine Arbeit nicht ohne Kritik blieb. 1950 hält der Stadtarchiv-Mitarbeiter Albert Hengstler Hafners evangelische Kirchen- und Schulgeschichte für nützlich, bezeichnet die Stadtgeschichte jedoch als „unverarbeitete Materialsammlung“. Hengstler urteilt: „Warme Liebe zur Heimat und großes geschichtliches Interesse darf man ihm gewiß nicht absprechen, aber es fehlte ihm das historische Rüstzeug, die Beherrschung der historischen und archivalischen Hilfswissenschaften und die Gabe der Darstellung“. Stadtarchivar Alfons Dreher beschreibt 1972 die Lektüre von Hafners Werk als durch die chronikalische Anlage „außerordentlich ermüdend“ und bemerkt, dass er seinen Vorgänger Johann Georg Eben seitenweise kopierte. Hafners Kirchengeschichte empfindet er wie Hengstler als „brauchbare Einführung“.
Die historischen Schlussfolgerungen Hafners sind also durch die neuere Forschung überholt, doch haben seine ausführlichen Beobachtungen zum Stadtleben des späten 19. Jahrhunderts inzwischen selbst Quellenwert.

## Werke

### Gedichte
- Gedichte. 1857
- Blätter und Blüten aus dem Schwarzwald. Gedichte, 1868, Digitalisat (DjVu-Format)
- Mein Liederbuch. Gedichte, 1878 (= 2. Auflage der Blätter und Blüten)
- Der deutsch-französische Krieg 1870-71 in Liedern, der deutschen Jugend gewidmet. Nördlingen 1875
- Das Kaiserfest in Stuttgart, in zierlichen Versen in oberschwäbischer Mundart beschrieben von Sebastian Spundle. Stuttgart 1876
- Ulmer Münster, Ulmer Spatz und Fischerstechen. In schönen Reimen in Ulmer Mundart von Sebastian Spundle. 2. veränd. Auflage Ravensburg 1877
- Ernst und Humor. 1879
- D’r Hebel in Ulm. Hebels lyrische Gedichte aus dem alemannischen in die Ulmer Mundart übertragen. 34 Gedichte, Ulm 1880
- Humoristische Purzelbäume. Ein Gang durch Stuttgart und die Ausstellung In neuen Reimen in schwäbischer Mundart von Seb. Spundle. Ravensburg 1881
- Das Kriegerbundesfest zu Ravensburg am 24. und 25. Mai 1885. In 99 schönen Versen in ober- und niederschwäbischer Mundart frei nach Spundle von Isidor Versifex. Ravensburg 1885
- Ulmer Münster-Jubelfest. Die Restauration des Münsters bis zu seiner Vollendung 30. Juni 1890 in schönen Versen in Ulmer Mundart beschrieben von Seb. Spundle. Ulm 1890

### Andere Werke
- Biblische Geschichten. 1874
- Deutsche Sprachlehre für Volks- und Mittelschulen. 1876
- Adreßbuch der Stadt Ravensburg, hrsg. von T. Hafner. Selbstverlag, Ravensburg 1881
- Die evangelische Kirche in Ravensburg. Ravensburg 1884 (Digitalisat im DjVu-Format)
- Adreßbuch der Stadt Ravensburg : nach der Volkszählung vom 1. Dezember 1885, der neuen Straßenbenennung und Häusernummerierung, hrsg. von T. Hafner. Selbstverlag, Ravensburg 1886
- Geschichte der Stadt Ravensburg. Nach Quellen und Urkunden-Sammlungen. Ravensburg 1887
- Adreßbuch der Stadt Ravensburg. Nach der Volkszählung vom 1. Dezember 1890, der neuen Straßenbenennung und Häusernummerierung, hrsg. von T. Hafner. Verlag der Oberschwäbischen Zeitung, Ravensburg 1891 (Digitalisat im DjVu-Format)
- Die ältesten evangelischen Familien Ravensburgs 1561–1761. Ein Beitrag zur Geschlechterkunde. in: Württembergische Vierteljahreshefte für Landesgeschichte 1894, S. 221–235
- Aus der Chronik der Grautucherfamilie Häberle von Ravensburg. In: Württembergische Vierteljahreshefte für Landesgeschichte 1904, S. 424–427
- Altes und Neues aus der Geschichte Ravensburgs. Ravensburg 1908 (Digitalisat im DjVu-Format)